# 할렐루야

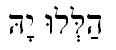
히브리어로 쓴 할렐루야.

할렐루야(Halleluj(y)ah)는 히브리어 단어인 הַלְּלוּיָהּ 의 음차(표준 히브리어: Halləluya, 티베리 히브리어: Halləlûyāh)인데, 이 단어는 '찬양하다', '영광스럽게 하다', '부르다'라는 뜻의 히브리어 동사의 2인칭 복수 명령형인 הַלְּלוּ(hallelu)와 'YHWH'의 축약형인 יָהּ(Yah)의 합성단어이다. "'Yah'를 찬양하라"로 직역할 수 있다.
라틴어 형태인 알렐루야(Alleluia)는 또 다시 그리스어의 음차인 알릴루이아(Αλληλούια)에서 유래했다. 그리스어의 알파벳에는 'h'에 해당하는 문자가 없어서 'ἁ'를 사용한다.
영어권 성경에서는 할렐루야를 주로 "Praise (ye) the LORD."로 번역한다. NIV 성경에서는 "Praise the Lord."로 번역되었다. 하지만 대한민국에서는 개신교의 대표적인 성서인 개역한글판 성경, 개신교와 천주교가 공동번역으로 번역한 공동번역 성경, 천주교의 새번역 성경 모두 할렐루야를 사용하고 있으며, 개신교의 예배나, 일반적인 생활에서도 할렐루야라는 말의 사용이 일반화되어 있다. 천주교의 경우에는 할렐루야보다는 알렐루야나 '†찬미 예수'의 사용 빈도가 높은 편이다. 정교회에서는 알릴루이아라고 한다.
이 단어는 주로 구약성서에서는 토빗기에 1번, 시편에 23번, 신약성서에서는 요한묵시록에 네 번 기록되어 있으며, 유대인의 할렐에서도 자주 쓰인다.
많은 그리스도인이 이 단어를 자주 사용하고, 이 단어의 사용을 가장 기쁘게 하느님을 찬양하는 것으로 여기지만, 일부 종파에서는 사순절기간 동안 할렐루야를 대영광송과 함께 사용하지 않는다.

## 같이 보기
- 알렐루야
- 할렐